# Bacopa monnieri
Pour les articles homonymes, voir Brahmi (homonymie).
Espèce
Classification APG III (2009)
Statut de conservation UICN

 LC  : Préoccupation mineure
Synonymes
- Lysimachia monnieri L.
- Bramia monnieri (L.) Drake
- Herpestis monnieria (L.) Kunth

Bacopa monnieri, hysope d’eau, ou encore en sanskrit brāhmī (bien que ce nom désigne également la Centella asiatica dans d'autres langues indiennes) est une espèce de plante grasse, aquatique, vivace et dicotylédone. Très recherchée pour ses propriétés médicinales nootropes en médecine ayurvédique, et en raison de la dégradation et régression de ses habitats (zones humides) elle est aujourd'hui « très menacée » dans une partie de son aire naturelle de répartition. 

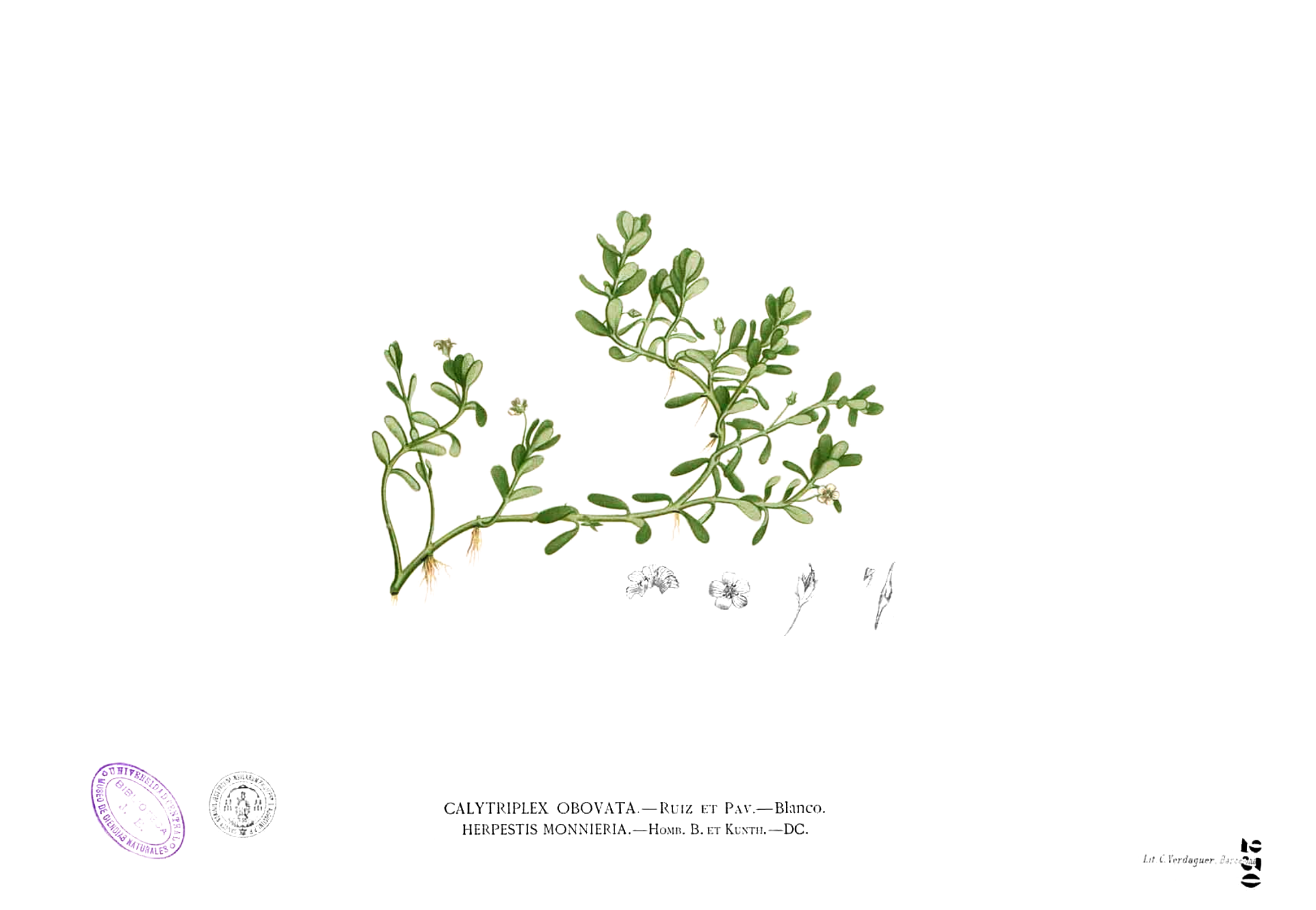
Bacopa monnieri (syn. Herpestis monnieria) dans la Flora de Filipinas de Francisco Manuel Blanco.

## Taxonomie
Cette espèce appartient à la famille des Scrophulariaceae selon la classification classique, ou à celle des Plantaginaceae selon la classification cladistique.

## Habitat et répartition
Elle pousse communément dans les marais en Inde, au Népal, au Sri Lanka, en Chine, à Taïwan et au Vietnam. 
On la trouve maintenant aussi en Floride et dans d'autres états du sud des États-Unis où elle peut être cultivée dans des lieux humides comme des étangs ou des tourbières. 
Elle a également été trouvée depuis les années 1980 dans le sud de l'Europe. Selon le ministère de l'agriculture des États-Unis, la distribution de Bacopa monnieri comprend des pays d'Afrique, d'Asie, d'Amérique du Nord, d'Amérique du Sud et l'Australie.

## Description
- Feuilles : elles sont succulentes, relativement épaisses. De forme oblancéolée, elles sont disposées de façon opposée sur la tige.
- Fleurs : elles sont petites et blanches, à quatre ou cinq pétales.

## Culture
La multiplication se fait traditionnellement par bouturage mais la multiplication in vitro est aujourd'hui également possible.

## Usages
Cette plante est utilisée en aquariophilie comme plante décorative en eau douce à saumâtre.
Elle pourrait éventuellement être utilisée pour la phytoépuration ; dans ce cadre, sa résistance à certains polluants (cadmium notamment, contre lequel elle produit des phytochélateurs) a été étudiée,.
C'est aussi un ingrédient de la médecine ayurvédique qui la prescrit pour améliorer la mémoire, l'intelligence et pour revitaliser les organes des sens. 

Une expérience australienne randomisée en double aveugle ayant porté sur 70 adultes (de 40 et 65 ans), avec contrôle par placebo a porté sur les effets de cette plante sur plusieurs fonctions différentes de la mémoire et le niveau d'anxiété. Après trois tests faits avant, puis 3 et 6 mois après le traitement les auteurs ont conclu en 2002 à « un effet significatif du Brahmi pour les tests de mémorisation de nouvelles informations ». Un ou plusieurs principes actifs (encore à identifier) diminuerai(en)t le taux d'oubli d'informations nouvellement acquises par le cerveau, mais sans améliorer (ni dégrader) les tâches d'attention, la mémoire verbale et visuelle à court terme ou la récupération des connaissances acquises avant l'expérience. Le traitement était sans effet sur l'anxiété selon les expérimentateurs australiens, mais cette même année 2002, Chowdhuri et al. concluent à un effet antistress des bacosides (en) de la plante sur le cerveau du rat mâle adulte de souche Sprague Dawley.
Pour ces raisons, cette plante est aussi étudiée dans le cadre de la lutte contre la maladie d'Alzheimer : un extrait alcoolique de Bacopa monnieri a ainsi été testé chez des rats de souche Wistar sur la cognition et comme éventuel neuroprotecteur contre la dégénérescence dans un  modèle animal de maladie d'Alzheimer induite par l'éthylcholine aziridinium ion (AF64A).
Elle agirait via ses bacosides sur la production de cellules gliales,.
Une étude indienne a en 2001 conclu à un effet stabilisateur sur les mastocytes.

### Effet neuroleptique
Bacopa monnieri (Brahmi) exerce des effets neuroleptiques principalement par la modulation de la signalisation dopaminergique, une voie clé impliquée dans les troubles psychotiques comme la schizophrénie. Des études précliniques utilisant des modèles rongeurs de psychose ont montré que les extraits de Bacopa monnieri réduisent les concentrations de dopamine dans le cortex frontal, une région associée aux fonctions exécutives et au contrôle cognitif, tout en laissant les niveaux de dopamine striatale inchangés,. Cette réduction sélective reflète l’action des antipsychotiques atypiques, qui ciblent les voies dopaminergiques mésocorticales pour atténuer les symptômes positifs (ex. hallucinations) sans induire d’effets secondaires extrapyramidaux liés à l’épuisement de la dopamine striatale,. Par exemple, dans des modèles de schizophrénie induits par la phéncyclidine (PCP), l’administration de Bacopa monnieri normalise le turnover de la dopamine et atténue l’hyperlocomotion et le retrait social, suggérant une activité antidopaminergique dans les circuits corticaux hyperactifs,. Les composés bioactifs de la plante, notamment les bacosides, inhibent l’acétylcholinestérase et renforcent la transmission cholinergique, ce qui pourrait stabiliser indirectement l’hyperactivité dopaminergique en améliorant la signalisation inhibitrice corticale,. Ces mécanismes doubles — modulation directe de la dopamine et renforcement cholinergique — positionnent Bacopa monnieri comme une thérapie adjuvante potentielle pour gérer la psychose, en particulier dans les cas où les antipsychotiques conventionnels provoquent des effets moteurs indésirables,.
Au-delà de la dopamine, Bacopa monnieri influence les systèmes glutamatergique et GABAergique, ciblant les déséquilibres neurochimiques centraux dans la physiopathologie de la schizophrénie. L’antagonisme chronique des récepteurs NMDA, comme observé dans les modèles à la PCP, induit une hypofonction glutamatergique et des déficits cognitifs, que Bacopa monnieri atténue en régulant à la hausse le transporteur vésiculaire du glutamate de type 3 (VGLUT3) dans le cortex préfrontal et l’hippocampe. Cette restauration de la signalisation glutamatergique améliore la plasticité synaptique et la mémoire de reconnaissance d’objets, essentielles pour contrer les déficits cognitifs liés à la schizophrénie,. Parallèlement, Bacopa monnieri stimule la synthèse du GABA et l’activité des récepteurs GABAergiques, augmentant la densité des interneurones GABAergiques dans les régions corticales et hippocampiques,. En renforçant la neurotransmission inhibitrice, il contrebalance le stress excitotoxique et stabilise les réseaux neuronaux hyperactivés dans la psychose. Des études cliniques corroborent ces résultats, notant des améliorations des symptômes positifs (ex. délires) et négatifs (ex. retrait social) chez les patients schizophrènes recevant des suppléments de Bacopa monnieri, probablement grâce à cette régulation bidirectionnelle des voies excitatrices et inhibitrices,.
Les propriétés antioxydantes et anti-inflammatoires de Bacopa monnieri contribuent également à son efficacité neuroleptique. Le stress oxydatif et la neuroinflammation sont des marqueurs de la schizophrénie, aggravant la dysfonction dopaminergique et l’apoptose neuronale. Bacopa monnieri réduit la peroxydation lipidique en abaissant les niveaux de malondialdéhyde (MDA) et en augmentant le glutathion (GSH), un antioxydant majeur, protégeant ainsi les neurones dopaminergiques et glutamatergiques des dommages oxydants,. Chez les rats traités à la PCP, ces effets préservent la densité neuronale dans l’hippocampe et le cortex préfrontal, régions cruciales pour la mémoire et la prise de décision,. De plus, la suppression des cytokines proinflammatoires comme le TNF-α et l’IL-6 par la plante atténue la neuroinflammation, celle-ci étant associée à la progression des symptômes psychotiques,. Bien que les preuves actuelles soulignent le potentiel de Bacopa monnieri comme agent neuroleptique, sa transposition clinique nécessite des études pharmacocinétiques supplémentaires pour standardiser les dosages et isoler les composés actifs. Néanmoins, son action multicibles — modulation des neurotransmetteurs, défense antioxydante et voies anti-inflammatoires — en fait un candidat prometteur pour les soins psychiatriques intégratifs, en particulier dans les psychoses précoces où la neuroprotection pourrait modifier l’évolution de la maladie,.

## Synonymie
- Lysimachia monnieri L.
- Bramia monnieri (L.) Drake
- Herpestis monnieria (L.) Kunth